# Talaiot de Son Noguera
El Talaiot de Son Noguera és un talaiot circular de gran bellesa situat just al costat de les cases de la possessió de Son Noguera, al municipi de Llucmajor, Mallorca.
És obra de la cultura talaiòtica i es troba actualment aïllat. El seu diàmetre exterior és de 13,9-14,2 m i l'altura màxima 5,6 m. El diàmetre de la cambra és de 6,7 m. El portal d'accés té un metre d'ample i una alçada d'1,20 m que s'eixamplen a mesura que s'entra dins la cambra assolint 1,2 m d'amplada i 1,8 m d'alçada a l'interior. No té columna central, si bé és probable que hagi desaparegut, igual que les lloses que el cobrien. Es caracteritza per l'existència d'una petita finestra a la paret oposada a la d'entrada que podria ser un antic accés a una cambra superior.